# Троє на бумелі
«Троє на бумелі» (англ. Three Men on the Bummel, Three Men on Wheels; в інших українських перекладах також: Троє на колесах) — гумористичний роман Джерома Клапки Джерома, продовження найвідомішого твору письменника «Троє у човні». Вперше надрукована у 1900 році.

## Про переклад назви твору
Станом на 2016 існує лише два повні переклади книги українською від видавництва Ранок (2007), яке переклало назву як "Троє на колесах" та Знання (2015), яке переклало назву як "Троє на бумелі". У 1901 у часописі ЛНВ друкувалися уривки книги під заголовком "По Европі. Гумористичні образки Джерома К. Джерома". Письменник використав у назві твору німецьке слово «Bummel», що перекладається українською як «прогулянка», намагаючись таким чином відразу ввести читача в атмосферу німецької дійсності та налаштувати його на подорож Німеччиною. У самій повісті також використовується дуже багато німецьких слів як засіб гумору та для колоритного відображення німецької дійсності.

## Сюжет і його характеристика
Облаштувавши побут, відомі за повістю «Троє у човні» герої — троє друзів: Джей, Джордж і Гарріс — цього разу вирушають у велосипедну подорож Німеччиною… Основну увагу автор приділяє не так велосипедам, як місцям, де герої зупиняються на відпочинок. На велосипедах трійця пересувається тільки в окремих місцях, інший час велосипеди їдуть разом із героями у потязі. Друзі подорожують із Гамбурга до Берліна через Ганновер, потім у Дрезден і Прагу, а звідти через Карлсбад і Нюрнберг до Шварцвальду. Крутять педалі, трясуться в потязі, підіймаються в гори, оглядають пам'ятки в містах. Потрапляють в казусні ситуації, сміються, жартують. І багато та досить серйозно розмовляють: про англійців і німців, про мови, про схожість і відмінності народів і звичаїв. Багато уваги автор приділяє спостереженням за характером німців і їхнім побутом. Вражає знання письменником тонкощів людської психології (відносин сімейних пар, особливостей дружби, менталітету німців). Гумор межує тут із іронією та сатирою. Але іронічні зауваження автора пройняті чималою симпатією (варто зазначити, що школа імперської Німеччини, з усією властивою серйозністю, на багато років рекомендувала книгу для хрестоматійного читання). Дивують прогнози Джерома щодо соціальних потрясінь, які почали відбуватися в країні незабаром після виходу книги. За 33 роки до приходу Гітлера до влади 14-й розділ твору є феноменальним пророкуванням майбутнього Німеччини. «Цією країною може правити хто завгодно, — сказав Джордж. — Навіть я… Я написав би на аркуші паперу все, що повинен робити народ… дав би добрій фірмі надрукувати стільки примірників цих вимог, щоб вистачило розклеїти по всіх містах і селах, — і все, роботу зроблено».
У романі багато барвистих описів Німеччини, проте було б помилкою вважати цей твір якимсь путівником по німецьких землях. Сам автор про це чесно попереджає: «Якщо хтось думає, що за допомогою цієї книжки здійснить мандрівку Німеччиною і Шварцвальдом, то, мабуть, заблукає, не доїхавши й до Гастінґса. І це буде не найстрашніше з усього, що з ним станеться. Щодалі від дому він заїде, то більші труднощі постануть перед ним». Однак не варто забувати, що, подорожуючи Німеччиною, Джером залишався британцем. І його книга не тільки про Німеччину, а й про Англію та її жителів. У книзі раз у раз трапляються смішні порівняння національних характерів — часто не на користь англійців: «У Німеччині сільські дороги обсаджено плодовими деревами. Ніщо не стримує дорослого чи хлопця від того, щоб зірвати і з'їсти якесь яблуко — ніщо, крім совісті. В Англії такий стан речей викликав би повсюдне обурення. Діти б сотнями мерли від холери. Медики з ніг би падали, долаючи наслідки переїдання кислих яблук та зелених горіхів. Громадська думка почала б вимагати задля безпеки плодові дерева обгородити. Садівникам, які не забажали витрачатись на мури й частоколи, не дозволили б сіяти по країні хвороби та смерть. А от у Німеччині хлопець буде милю за милею крокувати по безлюдній дорозі, обсадженій плодовими деревами, щоб на дальньому краю села купити собі на пфеніг груш». Водночас, багато рис німців — як, наприклад, їхнє гіпертрофоване прагнення до порядку — викликають веселе здивування у персонажів Джерома: «То не поштові скриньки, то пташині хатки. Ти повинен зрозуміти цей народ. Німці люблять птахів, але птахів охайних. Якщо птахові дозволити жити, як йому хочеться, то він моститиме гнізда, де заманеться».
У цілому повість дуже повчальна і дає точне уявлення про відмінності в менталітетах різних націй. Але насамперед «Троє на бумелі» — це дуже добра і смішна книга.
На думку критиків, «велосипедисти», насправді, не досягають такої висоти, як «Троє у човні», але написані з тією ж яскравістю та енергією. У передмові до видання Броунінга (DC Browning) 1937 р. зазначено: «Порівняння будь-якого продовження ніколи не буває на його користь, але ця книга користується майже тієї ж славою, що і „Троє у човні“».

## Герой роману
Герой роману — це середній англійський обиватель кінця XIX — початку XX ст., розсудливий, з гарним почуттям гумору, який вміє іронічно дивитися на світ, людей і деколи самого себе, тобто герой, чиє життя до дрібниць знайоме письменникові. Він може бути кумедним і зворушливим, наївним і хитруватим і, звичайно, постійно потрапляє у комічні ситуації. Людина, якій постійно не щастить у житті, з якою увесь час трапляються кумедні пригоди, — улюблений герой Джерома. Він хоче показати світ його очима, очима людини, можливості якої невеликі; їй залишається іронією і самоіронією захищатися від повсякденних турбот.
Проте улюблений образ письменника — це не просто «маленька людина», а насамперед увесь світ, побачений очима цієї людини. Саме така концепція героя і його співвіднесеності зі світом визначила основний зміст творів письменника, що виходив далеко за межі звичайної гумористичної замальовки.
Маленька людина потрапляє в комічні ситуації через особливості свого характеру. Її іронічний коментар висловлює певне ставлення до життя. Вона володіє здоровим глуздом і певною часткою скепсису, що і допомагає їй бачити багато речей і явища в правдивому світлі, не тавруючи і не викриваючи людські вади, недоліки, слабкості, а показуючи їх такими, які вони є. Гумор Джерома доброзичливий і переплітається з іронією героїв. Вони розмовляють афористичною мовою та представлені за допомогою широкої гами відтінків: від м'якого гумору до тонкої іронії і, найчастіше, гротеску. Вони — наївні, смішні і, часом, безглузді, але кожен з них по-своєму привабливий, всім їм властиве, з одного боку, неприйняття відразливих аспектів дійсності, а з іншого — непохитна віра в добропорядність і великодушність.
Світлий образ героя, часом суто комічний, найчастіше приховує за цією комічністю серйозне і незмінно несе у світ добро і закликає замислитися над вічними цінностями.

## Жанрові особливості
За жанром це повість, але автор вводить до її складу ще один жанровий різновид — анекдот. Джером К. Джером описував пересічні життєві події, характерними для гумориста засобами, домагаючись потрібного ефекту. Але цим не вичерпувалося художнє завдання Джерома. Анекдот привернув його увагу тим, що схоплена тут у незвичайному ракурсі картинка дійсності дає змогу створити цілісний образ того чи іншого соціального середовища. Завдяки тому, що книга складається з об'єднаних темою подорожі новел-анекдотів, її можна читати з будь-якого місця без жодної шкоди для розуміння. 
Іронічний коментар є також сполучною ланкою для сюжету новели. Іронія — це навіть не стільки мовний засіб автора, скільки спосіб його мислення, уміння побачити гротескність, абсурдність повсякденного побуту, яке передбачає, крім широти життєвого досвіду і життєвої мудрості, мистецтво дотепності.
Але мистецтво Джерома не терпить спрощеності. Він хоче, щоб читач хоч ненадовго задумався над мінливістю буття, спробувавши осмислити його закони. Тому письменник і дивувався, коли його називали гумористом. Його цікавлять серйозні проблеми, які він намагається висвітлити, у той час як багато його сучасників, насмілюючись кепкувати з нього, обходять їх. Іронія Джерома висловлювала певне ставлення до життя.

## Рисинеоромантизмув повісті
Своєрідність комізму в повісті Джерома і в цілому її художня своєрідність значною мірою визначаються взаємодією і зіткненням двох дискурсів — романтичного і неоромантичного, кожен з яких стає певною мірою об'єктом пародіювання. Д. К. Джером зіштовхує романтичну і неоромантичну образність, ретельно транспонує романтичне в сферу побутового, приземленого і, навпаки, переводить неоромантичну (раціоналістичну) топіку в царину недостовірного, позараціонального.
Пародіюючи прийоми, теми, мотиви Р. Л. Стівенсона, Г. Р. Гаґґарда або А. К. Дойла, Джером
залишається все ж неоромантиком.
Літературознавці вбачають у"потребі відпочинку" як головній причині подорожі пародію на романтичну подорож як спосіб відходу від повсякденності, нудного, смутного і тому потворного світу. Разом з тим, позиціонування подорожі як засобу розваги, відпочинку абсолютно суперечить і поетиці неоромантизму, де подорож завжди пов'язана з якоюсь важливою метою або викликана зовнішніми, не залежними від бажання мандрівника причинами.
Образи Д. К. Джерома позбавлені тієї повноти, життєвості, рельєфності, психологізму, які притаманні типовим образам, створюваним письменниками-реалістами. У цьому сенсі герой Д. К. Джерома більше схожий на романтичного, ніж на реалістичного героя. Не випадково його персонажі, подібно до романтичних героїв, постійно наполягають на своїй винятковості. Проте, на противагу романтичному герою, протиставленому навколишньому «чужому» світу, герой Д. К. Джерома принципово не самотній — всі три герої подорожі виступають як один узагальнений персонаж, колективний герой. У тексті постійно трапляються фрази, що вказують на спільність сприйняття навколишнього світу, єдність емоцій, переживань, почуттів, думок, які починають належати всім трьом персонажам одночасно. Д. К. Джером постійно порівнює свого героя з кимось ще, що позбавляє його винятковості, унікальності, робить «одним з багатьох», — цю функцію, зокрема, виконують вставні новели, які розповідають про схожі випадки і пригоди, пережиті різними людьми.
Як і герой романтиків, колективний герой Д. К. Джерома наполягає на своїй винятковості, «особливості», проте ця винятковість має відверто пародійний характер, оскільки прямо пов'язана з буденністю. Пародійна схожість джеромівського героя з героями романтиків виявляється і в тому, що він охоче виголошує глибокодумні сентенції, виразним чином пародіюючи характерне для романтичної поетики та естетики прагнення до узагальнення, універсальності. Приводом для подібних сентенцій, що претендують на властиві романтичному світосприйняттю «світову скорботу» і типологічне узагальнення, може послугувати найнікчемніший предмет, саме незначна подія, ніяк або майже ніяк не пов'язані зі змістом сентенції.
Усі пригоди, пережиті героями, стають пародійним відображенням численних небезпек. Шварцвальд, яким вони подорожують, виступає як знижений субститут Кіплінгової Індії або Гаґґардової Африки.

## Переклади українською
- Джером К. Джером. По Европі. Гумористичні образки Джерома К. Джерома (уривки). Переклад з англійської: Володимир Гнатюк. Львів: часопис ЛНВ, Том 14, річник 4 за червень 1901;[3] Том 15 річник 4 за липень 1901.[4] 56 с. (Завантажити обидва уривки одним файлом з e-бібліотеки Chtyvo)[5]
- Джером К. Джером. Троє в одному човні. Троє на колесах (оповідання). Повість. Оповідання. Переклад з англійської: О. М. Кожушко; малюнки: М. Заремба, Ю. Корчмар; передмова та коментарі: А. Клімова. Харків: Ранок / Веста, 2007. - 432 стор. - (Оксамитова колекція). ISBN 978-966-08-2122-4
- Джером К. Джером. Троє на буммелі. Переклад з англійської: Олекса Негребецький. Київ: Знання. 2015. 223 с. ISBN 978-617-07-0244-9 (English Library)